# Angelo Davids
Pour les articles homonymes, voir Davids.

a Compétitions nationales et continentales officielles uniquement.

b Matchs officiels uniquement.
Dernière mise à jour le 11 novembre 2021.
Angelo Davids, né le 1er juin 1999 au Cap, est un joueur sud-africain de rugby à XV et de rugby à sept, évoluant aux postes d'arrière et d'ailier.

## Carrière
Il a fait ses premières armes à la Stellenberg High School de Bellville, où il a obtenu une sélection dans l’équipe de la Western Province pour la Craven Week de 2017. Il a rejoint ensuite la South African Rugby Sevens Academy en 2018, juste après avoir terminé ses études. Il a représenté son pays lors de divers tournois de jeunes en 2018 et 2019, avant d'être sélectionné avec les seniors au tournoi de Hong Kong de rugby à sept de 2018. Après avoir également joué pour la Western Province dans le championnat provincial des moins de 19 ans, il fut nommé dans l’équipe des Blitzboks pour le tournoi de Hong Kong 2019 et a fait ses débuts dans la victoire 22-7 contre le Japon. Il a participé à tous les matches de ce tournoi, ainsi qu'au tournoi de Singapour 2019, où il a marqué son premier essai pour l’Afrique du Sud, où sa position régulière est arrière.
En club, il joue également pour les DHL Stormers en Super Rugby et pour la Western Province en Currie Cup.

## Palmarès

### En club
- Vainqueur de l'United Rugby Championship en 2022 avec les Stormers.